# Lista de países por produção de diamante
Esta é uma lista de países por produção de diamante natural em 2009, para o uso em joalheria e na indústria. A lista é baseada nos dados e estimativas do Serviço Geológico dos Estados Unidos publicados em maio de 2009.
| Rank | País/Região                    | Produção de Diamantes de Joalheria (Gramas) | Produção de Diamantes Industriais (Gramas) | Produção Total de Diamantes Naturais (Gramas) |
| ---- | ------------------------------ | ------------------------------------------- | ------------------------------------------ | --------------------------------------------- |
| -    | Mundo                          | 17,400                                      | 14.360                                     | 31.760                                        |
| 1    | Botswana                       | 5,000                                       | 1.600                                      | 6.600                                         |
| 2    | Rússia                         | 4,385                                       | 3.000                                      | 7.385                                         |
| 3    | República Democrática do Congo | 1,080                                       | 4.320                                      | 5.400                                         |
| 4    | Austrália                      | 55                                          | 3.080                                      | 3.135                                         |
| 5    | Canadá                         | 2,961                                       | 0                                          | 2.961                                         |
| 6    | África do Sul                  | 1,040                                       | 1.540                                      | 2.580                                         |
| 7    | Angola                         | 1,620                                       | 180                                        | 1.800                                         |
| 8    | Guiné                          | 500                                         | 120                                        | 620                                           |
| 9    | Namíbia                        | 300                                         | 0                                          | 300                                           |
| 10   | China                          | 20                                          | 200                                        | 220                                           |
| 11   | Brasil                         | 540                                         | 120                                        | 660                                           |
| 12   | Gana                           | 104                                         | 24                                         | 128                                           |
| 13   | Zimbabwe                       | 20                                          | 80                                         | 100                                           |
| 14   | República Centro-Africana      | 80                                          | 16                                         | 96                                            |
| 15   | Serra Leoa                     | 44                                          | 30                                         | 74                                            |
| 16   | Costa do Marfim                | 42                                          | 18                                         | 60                                            |
| 17   | Guiana                         | 54                                          | 0                                          | 54                                            |
| 18   | Tanzânia                       | 38                                          | 7                                          | 45                                            |
| 19   | França                         | 9                                           | 14                                         | 23                                            |
| 20   | Alemanha                       | 8                                           | 12                                         | 13                                            |
| 21   | Outros[1]                      | 16                                          | 19                                         | 36                                            |

Fonte: United States Geological Survey Mineral Resources Program May 19, 2009